# دوك بلانشارد
دوك بلانشارد (بالإنجليزية: Doc Blanchard) هو ضابط أمريكي، ولد في 11 ديسمبر 1924 في كارولاينا الجنوبية في الولايات المتحدة، وتوفي في 19 أبريل 2009 في بولفيرد في الولايات المتحدة بسبب ذات الرئة.

## وصلات خارجية
- دوك بلانشارد على موقع إن إن دي بي (الإنجليزية)